# Тобрук
Тобрук (арабски: طبرق) е град, пристанище, общински център и полуостров в Северна Либия, близо до границата с Египет, в Северна Африка. През 2006 населението му възлиза на 110 000 жители.
Той е някогашна гръцка колония, а по-късно има укрепена римска крепост защитаваща границите на Киренайка. През вековете Тобрук служи и като пътна станция за преминаващите крайбрежни каравани със стоки. През 1911 г., градът става италиански военен пост, но през Втората световна война (1941), британските сили го завземат след продълителни сражения с нацистките войски. Възстановен след войната, Тобрук по-късно е разширен през 1960 г. с нов пристанищен терминал, свързван с тръбопровод с петролните полета във вътрешността на страната.

## География
Тобрук има силно, природно защитено, дълбоко пристанище. Пристанището му е сочено за едно от най-добрите в Северна Африка, въпреки че поради липса на важни близко разположени обекти то несъмнено не е от най-популярните. Околностите на града представляват слабо населена пустиня, обитавана главно от номадски пастири пътуващи от оазис на оазис. Има много стръмни скални образувания южно от Тобрук (и изобщо в цяла Киренайка, източната част на Либия). Тези стръмности са обърнати главно на юг, а ниските им части на север. Тази география създава естествена бариера между севера и юга в района на Тобрук.